# Enicospilus monticola
Enicospilus monticola är en stekelart som först beskrevs av Cameron 1886.  Enicospilus monticola ingår i släktet Enicospilus och familjen brokparasitsteklar. Inga underarter finns listade i Catalogue of Life.